# Рачков, Александр Семёнович
Александр Семёнович Рачков (26 августа 1905 — 22 августа 1976) — советский кораблестроитель.

## Биография
Работал в г. Горький на проектном предприятии, носившем названия Государственная контора по проектированию речных судов «Речсудопроект», ЦКБ-51 НКСП, Горьковское ЦКБ МРФ (позднее ЦКБ «Вымпел»).
Лауреат Сталинской премии 1952 года за разработку проекта парома для стратегически важной Амурской паромной переправы (гл. конструкторы проектов Бубнов К. П., Рачков А. С.) — проект 723.
После 1952 г. главный конструктор проектов 721, 749 (1957 г., буксир-тягач), «50 лет КПСС» (несамоходное крановое судно грузоподъемностью на гаке 100 тс.), 1799 (1965 г., судно размагничивания).
Похоронен на кладбище «Марьина Роща» — 7 старый квартал.